# إيلينغ برودوي (محطة مترو أنفاق لندن)
إيلينغ برودوي (بالإنجليزية: Ealing Broadway) هي إحدى محطات مترو أنفاق لندن. تقع على خط ديستريكت وسينترال أفتتحت في المنطقة (Zone) رقم 3 أفتتحت في 1 ديسمبر 1838، 1 يوليو 1879.